# راجي الراعي
راجي إبراهيم الرّاعي (1894 - 15 نوفمبر 1977) ناثر وشاعر ومحامي لبناني. ولد في فيكتوريا بكولومبيا البريطانية ونشأ بها حتى العاشرة من عمره. درس في الكلية الشرقية في زحله وعمل مع والده في جريدة «زحلة الفتاة» عام 1910. ساعد خاله شكري بخّاش في إعادة إصدارها في 1919. نال ليسانس الحقوق من جامعة باريس في أواخر 1913. مارس المحاماة حتى 1927 ثم دخل سلك القضاء فكان نائبًا عامًّا في محكمة الاستئناف حتى تقاعده 1958 فنصرف إلى الكتابة والتأليف، كما عمل في الإذاعة اللبنانية. له عدة مؤلفات أعاد طبع مرارًا مُزيدًا في كل مرة، ومن أشهر مؤلفاته «قطرات ندى» نشره 1924. وله مقالات عديدة.

## سيرته
ولد راجي بن إبراهيم الراعي في مدينة بفيكتوريا في مقاطعة كولومبيا البريطانية بكندا ما بعد الكونفدرالية سنة 1894 حيث كان والده إبراهيم الراعي مهاجراً. وكان في العاشرة من عمره عندما عاد والده إلى مسقط رأسه، زحلة، سنة 1903. بدأ راجي تعليمه فيها، ثم الابتدائية فالثانوية في الكلية الشرقية. التحق بكلية الحقوق الفرنسية في القاهرة سنة 1910 ودرس بها لمدة ثلاث سنوات، ثم ذهب إلى فرنسا فنال ليسانس الحقوق من جامعة باريس في أواخر 1913. 

عمل في الصحافة مساعدًا لأبيه في إدارة جريدة «زحلة الفتاة»، ثم عمل محققًا/ مستنطقًا في محكمة زحلة عامي 1919 و 1920، ثم عمل محاميًا حتى 1927. دخل القضاء في 1934 وعُيّن نائبًا عامًا في محكمة الاستئناف. تقاعد في 1958 فتفرّغ للكتابة والتأليف، وإلقاء الأحاديث الطريفة من الإذاعة اللبنانية.

كانت له مواقف بارزة خلال وظيفته في المحاماة، منها مرافعته الشهيرة عن مي زيادة.

أمضى تقاعده في زحلة، وكانت آخر مناسبة ظهر فيها اشتراكه في مهرجان شفيق معلوف عام 1977 و توفي بعده يوم 15 نوفمبر أو 19 نوفمبر 1977.

## مهنته الأدبية
كان يتقن اللغتين الفرنسية والإنجليزية، ويلم ببعض التركية. له مقالات في موضوعات أدبية، واجتماعية، وفلسفية، ووطنية نشرتها صحيفة «البرق»، وله عدد من المقالات لسياسية نشرت في «زحلة الفتاة». كان له نهج خاص في الأدب هو أدب الخاطرة، برز فيه كبار كتّاب الأدب العربي في عصره. قال عنه إلياس أبو شبكة «و«راجي الراعي» محامٍ حسَّاس، ينظر إلى القضاء من الوجهة الإنسانية، وكثيرًا ما يمزج الشريعة بالخيال؛ ليوفِّق بين اصطلاحات الناس وضمائرهم... [هو] حكيم وشاعر حتى في مهنته، ولو قدِّر له أن يطلي القوانين بصباغ الشاعرية أو أن يلقحها بلقاح الحكمة لاستبدل بشرائع البشر «سفر سليمان» وبقوانينهم «إلياذة هوميروس».». جاء في معجم البابطين عن شاعريته «كتب القصيدة على أعاريض الخليل، وكتب الشعر المنثور المكلّل بالصور والإشارات والمجازات والمعاني المبتدعة، يسلكه نظام خفي تقوده الفكرة وتؤطره العاطفة، وهو في شعره المنظوم، كما في شعره المنثور يتأمل مرآة ذاته وينقب في غيابات مشاعره ليستخرج أسرار النفس في غرائب الصور.» وقد كتب متري جميل نبهان رسالته عنه بعنوان «راجي الراعي الشاعر» سنة 1981 ونشره كتابًا في 1995.

## جوائزه وتكريمه
- وسام الاستحقاق اللبناني المذهب.[7]
- وسام الأرز من رتبة كومندور.[7]
- مارس 1967: جائزة سعيد عقل.[7]
- بادرت كلية الحقوق في جامعة القديس يوسف إلى إطلاق اسمه على إحدى قاعاتها.

## حياته الشخصية
سكن في بقعنوتا إحدى قرى المتن الشمالي مع ذويه منذ 1914 حتى 1919. تزوج من برت حجار عام 1925 ولم يرزق أولاداً.

## مؤلفاته
له مؤلفات أدبية وشعرية تقع ما بين الخاطرة والمقالة، منها:
- «قطرات الندى»، 1924
- «خمر وجمر» أو «الصحائف الحمر»، 1927
- «سبحة صوفي»، بالفرنسية، 1936
- «عصير الكرمة»، 1949
- «أنا والجمال: أسأله وأجيب عنه»، 1949
- «عصير الكرمة، 1949
- «أحاديث»، 1952

## وصلات خارجية
- في موقع الأرشيف المجلات